# 馬斯奧·美羅
馬斯奧·美羅（Márcio de Sousa e Melo，1906年5月26日—1991年1月31日），曾任巴西空軍上將。於1969年與奧古斯托·拉德馬克及奧雷利奧·德·里拉組成巴西军政府主席團，並於8月31日至10月30日期間任军政府主席，後擁立奧米利奧·梅迪西成為總統。 
| 前任： 阿图尔·达科斯塔·伊·席尔瓦 | 巴西政府首脑 | 繼任： 奧米利奧·梅迪西 |